# Totò, Peppino e la... malafemmina
Totò, Peppino e la... malafemmina é um filme italiano de 1956, dirigido por Camillo Mastrocinque. 

## Sinopse
Antonio Capone e o seu irmão Peppino vivem no campo, perto de Nápoles. São proprietários de terras, camponeses iletrados e simplórios. Antonio, o mais velho, é perdulário e mulherengo, muitas vezes à custa de Peppino, submisso e avarento. Gianni, o filho de Lucia, irmã deles, está a estudar medicina em Nápoles, mas apaixona-se por Marisa, uma dançarina e resolve abandonar os estudos e seguir a sua paixão até Milão. A jovem filha do dono da casa napolitana onde Gianni reside, resolve, por ciúmes, escrever à família do jovem a contar da sua partida e abandono dos estudos. Os três irmãos, temendo que Gianni caia na má vida, decidem ir a Milão com a intenção de o fazerem voltar a Nápoles.  

## Elenco
- Totò: Antonio Capone
- Peppino De Filippo: Peppino Capone
- Dorian Gray: Marisa Florian
- Teddy Reno: Gianni Capone
- Vittoria Crispo: Lucia Capone
- Mario Castellani: Mezzacapa
- Nino Manfredi: Raffaele
- Luisa Ciampi: Giulietta
- Edoardo Toniolo: Remo
- Linda Sini: Gabriella
- Emilio Petacci: il nonno